# NGC 6201
NGC 6201 (również PGC 58727) – galaktyka eliptyczna (E), znajdująca się w gwiazdozbiorze Herkulesa. Odkrył ją Albert Marth 6 czerwca 1864 roku.